# 塔斯特鲁普
塔斯特鲁普（德語：Tastrup）是德国石勒苏益格－荷尔斯泰因州的一个市镇。总面积4.16平方公里，总人口412人，其中男性202人，女性210人（2011年12月31日），人口密度99人/平方公里。